# Ces jours qui disparaissent
Ces jours qui disparaissent est un album de bande dessinée créé par Timothé Le Boucher et paru en 2017 chez Glénat dans la collection « 1000 Feuilles ».
Un projet d'adaptation cinématographique réalisée par Jonathan Barré est annoncé en 2018.

## Synopsis
Lubin Marechal est un acrobate de vingt ans qui travaille comme caissier pour subvenir à ses besoins. Après un choc à la tête durant une représentation, il se rend compte qu'il a des absences mentales, au départ d'un jour sur deux, après s'être endormi. Se filmant afin de comprendre ce qui se passe durant son « sommeil », il découvre alors qu'il partage son corps avec une autre personnalité, avec qui il parvient au départ à communiquer mais qui peu à peu prend le pas sur la sienne, chaque temps d'absence s'allongeant de manière exponentielle,.

## Thématiques et influences
L'idée du scénario de Ces jours qui disparaissent vient à Timothé Le Boucher alors qu'il finit ses études en école européenne supérieure de l'image à Angoulême,, après un passage à Pôle emploi : 

« Je me retrouvais lâché dans la vie active, et je savais pas trop ce que je voulais faire ensuite. Quand je disais que je voulais faire de la BD, les gens me demandaient quel était mon vrai projet de vie... Comme si ce n'était pas un vrai métier ! À ce moment-là j'avais deux voies qui s'ouvraient à moi : trouver un métier sécurisant, ou faire ce dont je rêvais. C'est comme s'il y avait deux Timothé, et c'est là que j'ai eu mon idée de scénario. »

Pour l'auteur, cette indécision transparaît dans l'œuvre en évoquant les « ambitions sacrifiées quand la jeunesse s'en va ».
L'élaboration de l'œuvre se fait naturellement, Timothé Le Boucher trouvant la structure narrative en deux jours et la fin de l'histoire en une semaine. Le projet, au départ prévu pour faire 130 pages, passe à 192 pages et le storyboard est accepté sans modification de la part de l'éditeur, Glénat,. La réalisation de l'album prend environ neuf mois, avec l'objectif pour l'auteur de « pousser davantage le travail sur les dialogues et apporter plus de soin sur le dessin des décors » par rapport à ses précédentes œuvres.
Comme pour ces dernières, Thimothé Le Boucher travaille seul sur l'album : « j'ai toujours fait moi-même le scénario, le dessin et la couleur. Ce que je préfère, c'est raconter des histoires ». L'auteur dessine à la tablette graphique, certains critiques comparant son trait à celui de Bastien Vivès, ou Bertrand Gatignol. Le travail exclusif sur ordinateur lui permet « d'intervenir facilement dans le récit et de le modifier, une fois qu'il est construit ». L'auteur est notamment influencé par la bande dessinée franco-belge, et déclare s'inspirer des codes visuels du manga, « où les personnages sont très facilement identifiables, de façon à ce que le lecteur lise rapidement ». Ainsi, malgré le fait que le personnage principal, Lupin, vieillisse, il est immédiatement reconnaissable grâce à ses cheveux blonds, bien que l'auteur confie avoir « peu caractérisé les visages, ce qui m'a posé quelques problèmes en fin d'album : j'ai peiné à faire vieillir mes personnages ».

« Dans la réalisation d'un album, le plus important pour moi est la narration. Mon dessin découle de la volonté de raconter : il est plutôt ligne claire / manga, très influencé par le cinéma au niveau des cadrages. J'évite les fioritures, je veux être lisible avant tout, que les émotions passent en quelques traits. »

Cette volonté de privilégier le récit mène l'auteur à adopter des astuces afin de simplifier la compréhension de l'histoire au lecteur, tel que l'usage de bulles blanches pour les dialogues de Lubin et de bulles jaunes pour son double.
Si l'aspect psychologique de l'histoire ne s'appuie pas sur une approche réaliste du changement de personnalité, ceux n'étant ni réguliers ni cycliques, classant l'album dans le genre fantastique, Timothé Le Boucher se renseigne cependant sur le traitement des psychologues et le comportement des personnages, souhaitant que leurs réactions soient « plausibles »,. Pour Anne Douhaire de France Inter, pour qui l'album « rappelle de loin Un ciel radieux de Jirō Taniguchi, le fantastique n'est pas loin. On hésite entre une explication rationnelle, comme de la schizophrénie, ou une piste plus étrange, extraordinaire ».

## Accueil
L'album reçoit un accueil critique remarqué de la part de la presse,,,,.
Plus de 60 000 exemplaires de la bande dessinée s'étaient vendus en mai 2019.

## Publication
- Ces jours qui disparaissent, Glénat, « 1000 Feuilles », 13 septembre 2017
Scénario, dessin et couleurs : Timothé Le Boucher - (ISBN 978-2-344-01332-8)

### Éditions spéciales
- Édition France Loisirs, France Loisirs,  (ISBN 978-2-298-14396-6), 5 février 2021
- Édition spéciale 50 ans de Glénat, Glénat,  (ISBN 978-2-344-03454-5), 17 avril 2019

## Adaptation cinématographique
En mars 2018, Timothé Le Boucher déclare avoir reçu des propositions d'adaptation cinématographique de Ces jours qui disparaissent de la part de 17 producteurs. En mai 2018, il est annoncé que Jonathan Barré réalisera le long métrage dont la production par Arena Films est dans un premier temps prévue pour le printemps 2019,,,, mais le projet semble abandonné début 2022.  

## Distinctions
En 2017, Ces jours qui disparaissent reçoit le Prix du meilleur récit court des BDGest'Arts 2017.
En 2018, l'album est finaliste de la sélection officielle du Festival d'Angoulême 2018 et du Grand prix de la critique. Il remporte la même année le Prix de la meilleure bande dessinée de science-fiction des Utopiales,, le Prix des libraires de bande dessinée de Canal BD, le prix BD 2018 Lire à Limoges et le Prix Révélation Bande Dessinée des lycéens Hauts-de-France décerné par des lycéens et l'association On a marché sur la bulle,.